# Ratdog
Ratdog ist eine US-amerikanische Rockband aus dem Umkreis der Grateful Dead, gegründet 1995 von Bob Weir, dem Rhythmusgitarristen der Grateful Dead und dem Bassisten Rob Wasserman.

## Geschichte
Die Band Ratdog entstand aus der mehrjährigen Bühnenzusammenarbeit von Bob Weir und Rob Wasserman, die bereits seit 1988 als Akustik-Duo an Gitarre und Kontrabass gemeinsam auftraten. Im Frühjahr 1995 kamen Schlagzeuger Jay Lane und Gitarrist Matthew Kelly (Ex-Kingfish) dazu, und die Band Ratdog wurde geboren. Das erste Konzert fand am 22. April 1995 statt. Anfangs traten Ratdog noch in kleinen Clubs und bei Festivals wie Wavy Gravys HogFram Picnic auf. Beim Furthur Festival 1996 und 1997 wurden sie einem größeren Publikum bekannt.
Die Musik von Ratdog war zunächst eine Mischung aus elektrischen und akustischen Blues-, Rock-and-Roll- und Country-Titeln sowie Nummern aus Bob Weirs Solo-Alben. Nach Jerry Garcias Tod und dem daraus resultierenden Ende der Grateful Dead konzentrierte Weir seine Live-Aktivitäten auf Ratdog, was eine Veränderung des Repertoires und des Musikstils mit sich brachte. Stand anfangs noch das Duo Weir/Wasserman im Zentrum, waren Ratdog nun – um Keyboard, Saxophon und Leadgitarre erweitert – auf dem Weg zu einer im Stil der Grateful Dead kollektiv improvisierenden Band. Weir brachte zahlreiche Titel von Grateful Dead ins Repertoire ein – darunter auch etliche, die Garcia gesungen hatte, – und schrieb einige neue Titel.
Im Laufe der Zeit ging die Band durch mehrere personelle Veränderungen. Besonders der Ausstieg von Matthew Kelly 1998 und die Aufnahme von Gitarrist Mark Karan im selben Jahr veränderten das Klangbild von Ratdog deutlich.
Im Sommer 2002 absolvierte Ratdog eine Tournee durch Europa mit Auftritten in London, Paris, Köln, Hamburg, Amsterdam sowie beim Montreux Jazz Festival, beim Burg-Herzberg-Festival und bei einigen Bluesfestivals in Italien. Im August 2003 spielten sie fünf weitere Konzerte in England.
Ende 2002 stieg auch Rob Wasserman bei Ratdog aus. Die zunehmenden Tournee-Verpflichtungen ließen ihm zu wenig Raum für andere Projekte. Inzwischen hatten viele Deadheads bei Ratdog-Konzerten eine neue Heimat gefunden.
Ratdog veröffentlichten ein Studio-Album (Evening Moods, 2000) und eine Live-CD (Live At Roseland, 2001). Seit der Herbst-Tournee 2003 bieten Ratdog Direktmitschnitte ihrer sämtlichen Konzerte als CDs oder Downloads zum Verkauf an.